# برنهارت گراوبارت
برنهارت گراوبارت (دانمارکی: Bernhard Graubart؛ زادهٔ ۲۲ دسامبر ۱۸۸۸ - درگذشته نامشخص) بازیکن فوتبال اهل اتریش بود.